# Adolf Lippold
Adolf Lippold (ur. 23 października 1926 w Erlangen, zm. 11 czerwca 2005 w Ratyzbonie) – niemiecki historyk starożytności.
Syn Georga Lippolda. W 1952 ukończył Friedrich-Alexander-Universität Erlangen-Nürnberg. W 1960 uzyskał habilitację na Universität Bonn. Od 1968 do przejścia na emeryturę w 1994 pracował jako profesor historii starożytnej na Universität Regensburg.
Był wydawcą serii Regensburger Historische Forschungen.

## Publikacje
- Rom und die Barbaren in der Beurteilung des Orosius. Dissertation, Universität Erlangen 1952.
- Consules. Untersuchungen zur Geschichte der römischen Konsulates von 264 bis 201 v. Chr. Habelt, Bonn 1963.
- Theodosius der Große und seine Zeit. 1. Auflage. Kohlhammer, Stuttgart/Berlin/Köln/Mainz 1968; 2. Auflage. C. H. Beck, München 1980, ISBN 3-406-06009-9 (= Beck’sche schwarze Reihe. Band 209).
- Die Historia Augusta. Eine Sammlung römischer Kaiserbiographien aus der Zeit Konstantins. Steiner, Stuttgart 1998, ISBN 3-515-07272-1.